# Elektrická trakce

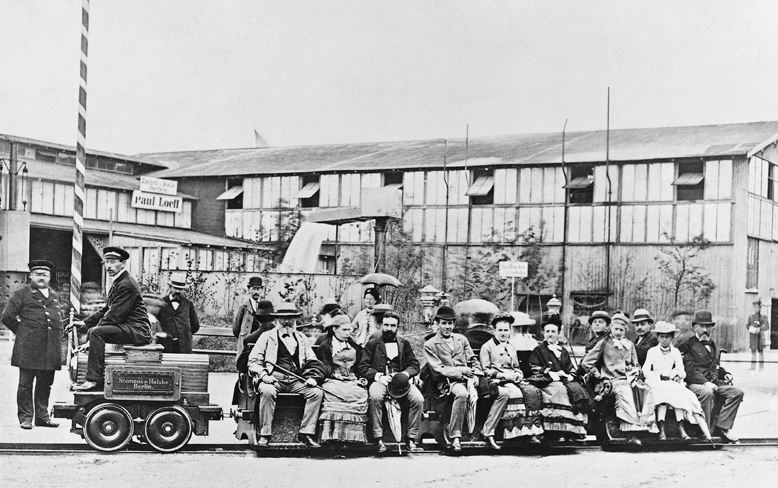
Výstavní vláček Siemens (1879)

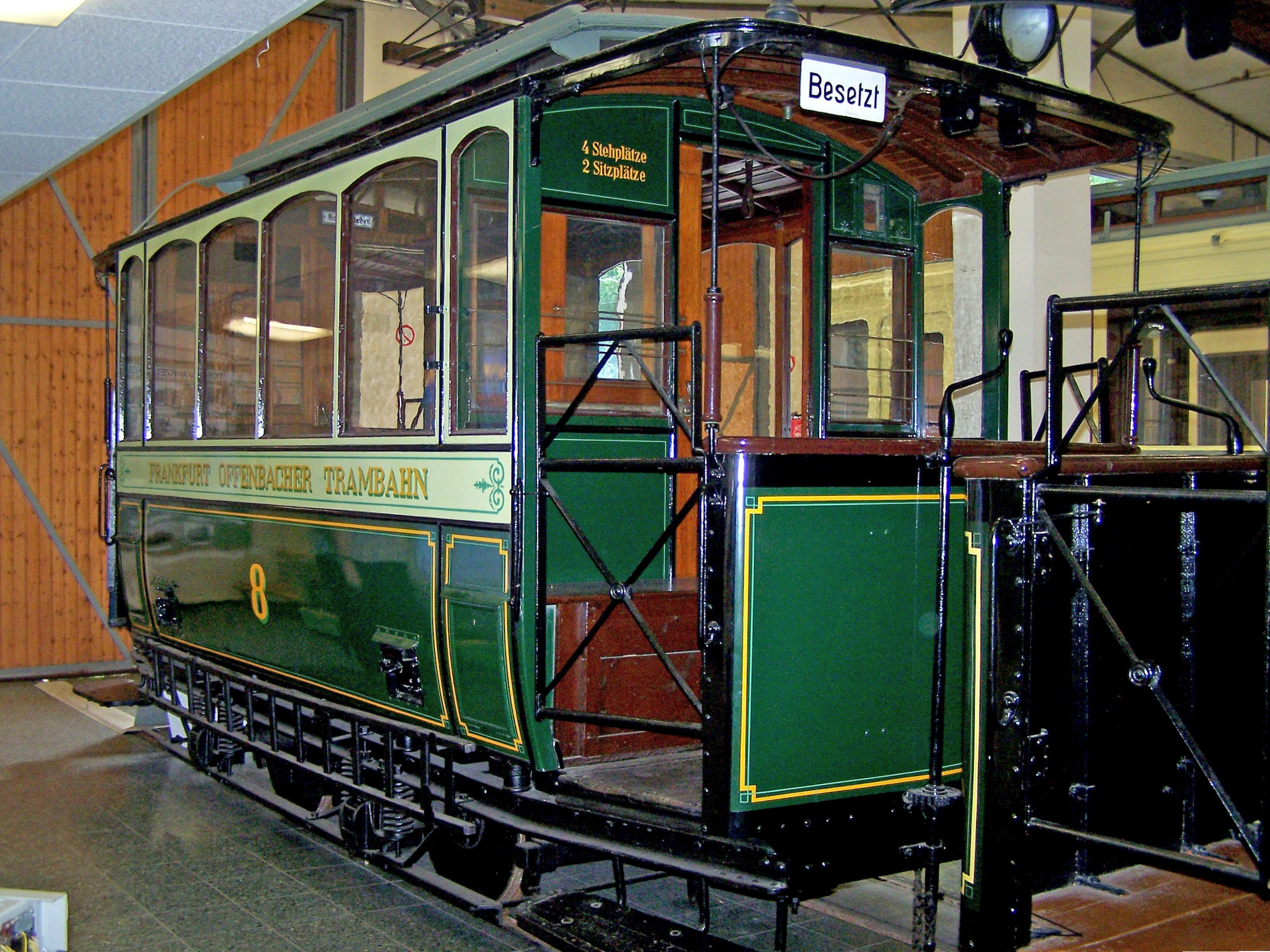
Tramvaj ve Frankfurtu nad Mohanem (1884)

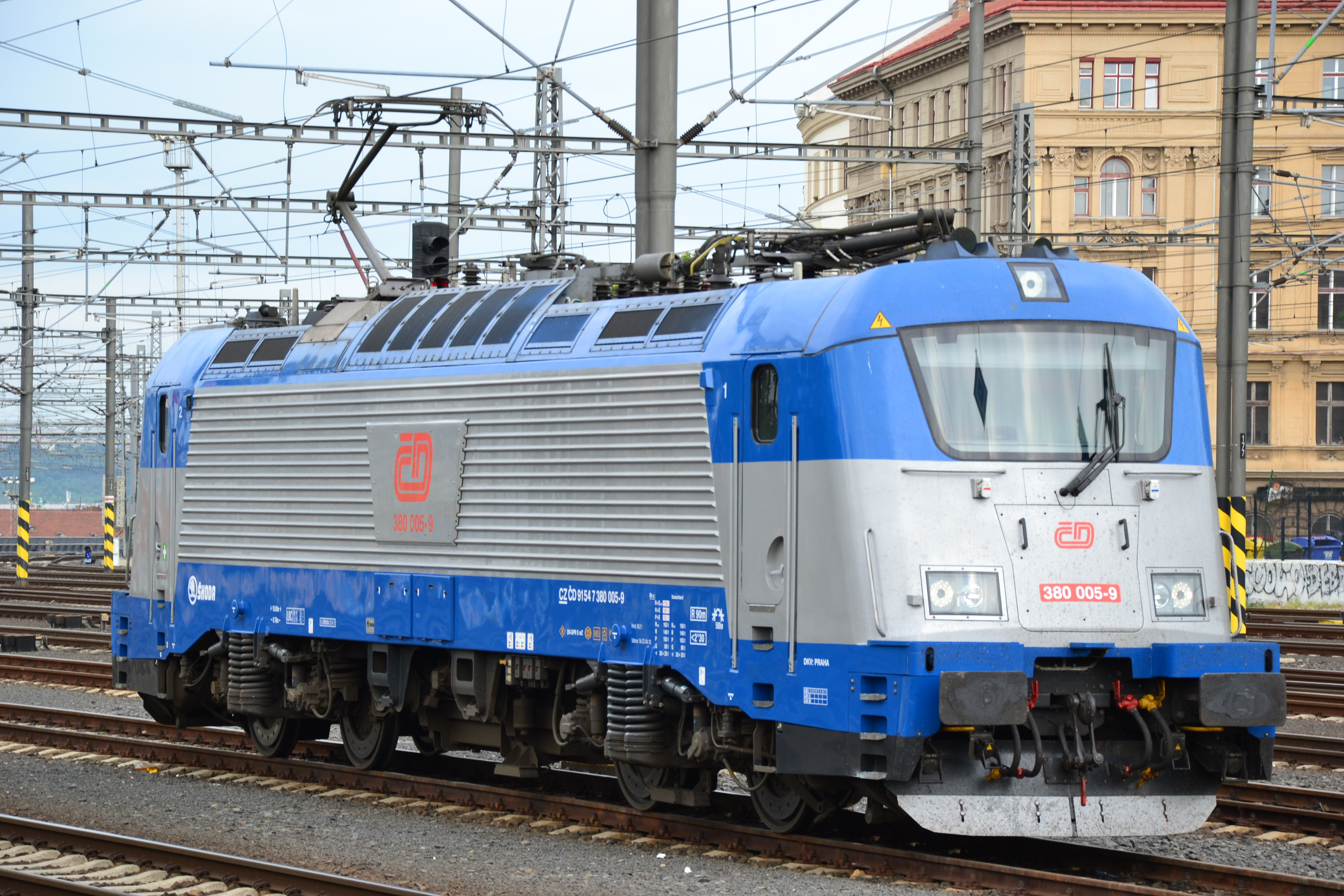
Třísystémová lokomotiva ČD řady 380 pro 3/15/25 kV

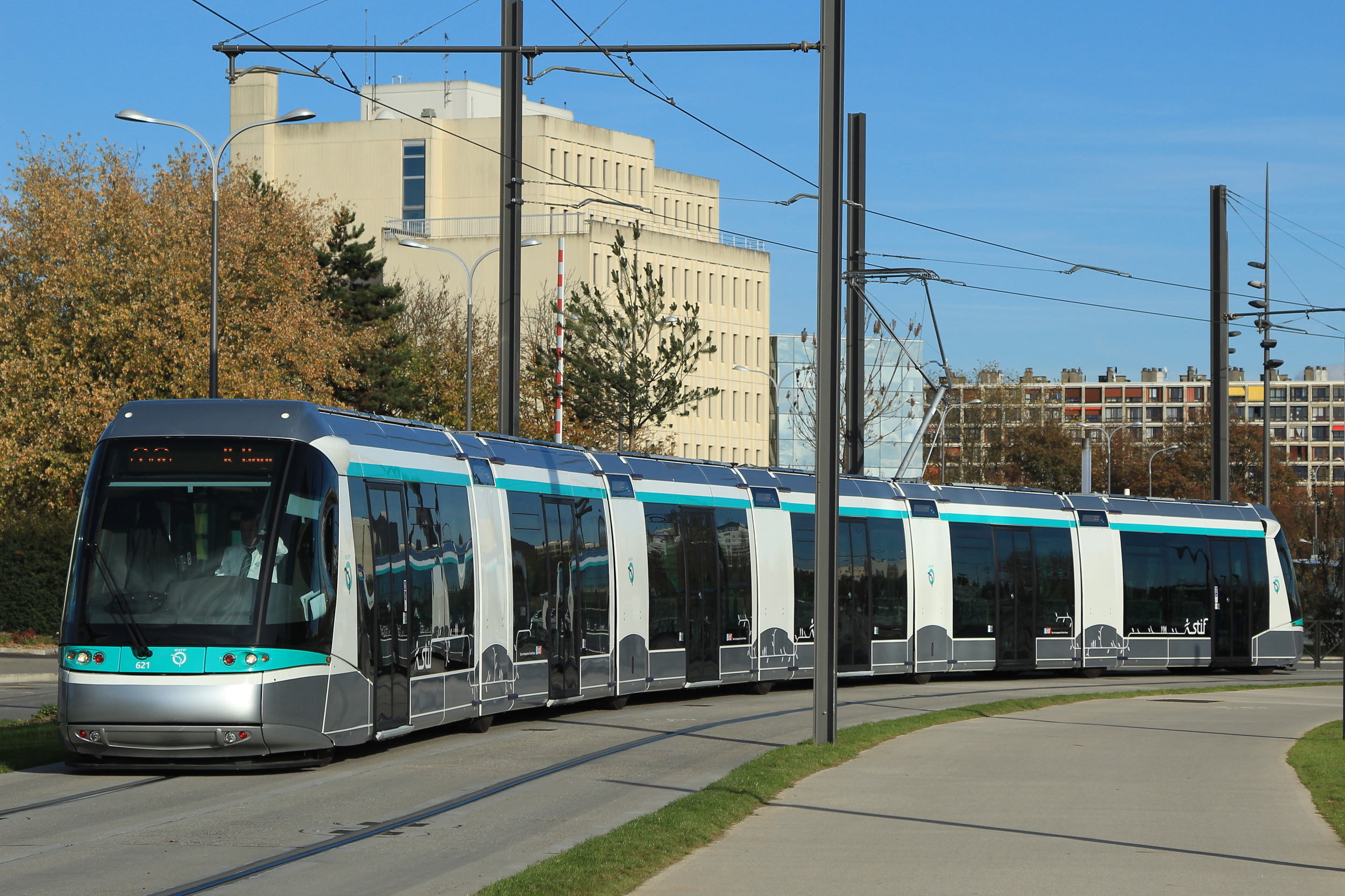
Tramvaj na pneumatikách Translohr (Paříž, linka T6)

Elektrická trakce je jinými slovy elektrický pohon drážních vozidel, zejména vlaků, tramvají, podzemní nebo trolejbusové dráhy. Hlavní přednosti elektrické trakce jsou menší znečištění a hluk, vyšší energetická účinnost a nižší provozní náklady. Rozlišujeme trakci nezávislou, kde si vozidlo veze zdroj energie, a závislou s vnějším vedením proudu. Hlavní nevýhodou nezávislé trakce je omezená kapacita a velký objem akumulátorů, u závislé trakce náklady na elektrické vedení. Zvláštní případ je kombinovaná trakce, například dieselelektrická, kde si vozidlo vyrábí proud spalovacím motorem a generátorem.

## Historie
Od roku 1837 (Robert Davidson, Aberdeen) vzniklo několik modelů a experimentů s nezávislou trakcí, poháněnou galvanickými články, které neměly praktický význam. První elektrický vlak se závislou trakcí předvedl Werner von Siemens na výstavě v Berlíně roku 1879. K přívodu proudu využil třetí, izolovanou kolej. Roku 1881 na výstavě v Paříži předvedl podobnou dráhu s vrchním vedením ve tvaru proříznuté trubky, v níž klouzal sběrač proudu. Roku 1883 byla v Mödlingu u Vídně otevřena první tramvajová trať s vrchním vedením. O další rozvoj se zasloužil zejména Frank J. Sprague, vynálezce sběrací kladky, který roku 1888 otevřel tramvajovou síť v Richmondu ve Virginii. Tramvajové sítě se pak v USA rychle rozšířily, kdežto elektrifikace dálkových tratí probíhala pomaleji.
Elektrická trakce se prosadila nejprve tam, kde kouř a hluk parních lokomotiv nejvíce vadil: ve městech (tramvaje), v tunelech podzemních drah a v dolech. V Londýně byla první trať metra s elektrickým pohonem otevřena roku 1890. Elektrická trakce také umožnila stavět tunely ve větší hloubce, protože nepotřebovaly větrání. V některých městech se k parním vlakům na předměstí připojila elektrická lokomotiva (často akumulátorová), která soupravu dovedla na hlavní nádraží.
Pokusy se střídavým napájením začaly roku 1892 v Berlíně (Siemens), průkopníkem se stal maďarský inženýr Kálmán Kandó, hlavní konstruktér firmy Ganz v Budapešti. Kandó zdokonalil třífázový motor a stavěl železnice se dvěma trolejemi, třetí fázi přiváděly koleje. V jiném uspořádání se trolejí přiváděl jednofázový proud, který se rotačním měničem ve stroji převáděl na třífázový. Protože tehdy nebyly k dispozici dobré usměrňovače, bylo výhodné snížit frekvenci proudu, který pak mohl pohánět stejnosměrný motor. Tak vznikla společná norma 15 kV při 16,7[zdroj?] Hz z roku 1913, která se dodnes používá například v Německu, Rakousku a skandinávských zemích. S vynálezem křemíkových usměrňovačů a výkonových polovodičů se konstrukce střídavých pohonů velmi usnadnila a vznikla norma 25 kV při 50 Hz.
První pokusnou trolejbusovou trať představila firma Siemens v Berlíně roku 1898. Vůz byl napájen dvojí trolejí, po níž za sebou na kabelu táhl vozík se sběrači proudu (systém Schiemann). První pravidelný provoz byl zahájen v Paříži roku 1900; sběrací vozík po trolejích poháněl samostatný motorek (systém Lombard-Gérin). Po řadě zdokonalení se trolejbusový provoz s dvojitým tyčovým sběračem rozvinul zejména ve Velké Británii (Londýn 1908) a v meziválečné době i v dalších zemích. Vrcholu dosáhly trolejbusy v 50. a 60. letech, po desetiletích útlumu zažívají ve Střední Evropě aj. určité oživení.

### V Česku
První elektrickou tramvajovou trať v Česku postavil 1891 František Křižík z Letné do Královské obory Praze: měla vrchní vedení s kladkou a používala stejnosměrný proud, stejně jako první železniční trať s elektrickou trakcí mezi Táborem a Bechyní, otevřená 1905. Hromadná elektrifikace tratí ČSD začala až v polovině 50. let, nejprve ve stejnosměrné soustavě 3 kV. První trať na střídavý proud 25 kV (Kutná Hora - Havlíčkův Brod) byla otevřena roku 1965. Trolejbusy jezdí v řadě českých měst (Brno, České Budějovice, Hradec Králové, Pardubice, Plzeň, Ostrava aj.), od 30. do 60. let[zdroj?] 20. století jezdily i v Praze. Stejně jako tramvaje trolejbusy obvykle používají napájecí soustavu 0,6 kV stejnosměrných, Pražské metro pak 0,75 kV stejnosměrných.

## Popis
Elektrická trakce má řadu výhod, zejména provoz bez zplodin, menší hluk a vysokou energetickou účinnost. Oproti parní trakci je také provozně pružnější, protože odpadají dlouhé časy na přípravu lokomotivy, a umožňuje vyšší rychlosti, protože nemá kmitající součásti (písty, táhla). Velmi snadno se řídí, takže umožňuje dálkové řízení a rozsáhlou automatizaci.

### Nezávislá trakce
Při nezávislé trakci si hnací vozidlo nese zásobu energie. Proto sice nepotřebuje další infrastrukturu, zato je zásoba energie silně omezená. Pokusy s galvanickými články mnoho nepřinesly, akumulátorová vozidla se však dlouho používala k posunu nebo na krátkých tratích.

### Kombinovaná trakce
Daleko zajímavější jsou systémy, kde si hnací vozidlo veze generátor proudu, poháněný spalovacím motorem (dieselelektrická lokomotiva) nebo turbínou. Výhodou je nezávislost vozidel, snazší řízení výkonu a možnost dosáhnout vyšší rychlosti, kterou u parních pohonů omezují kmitající části.

### Závislá trakce

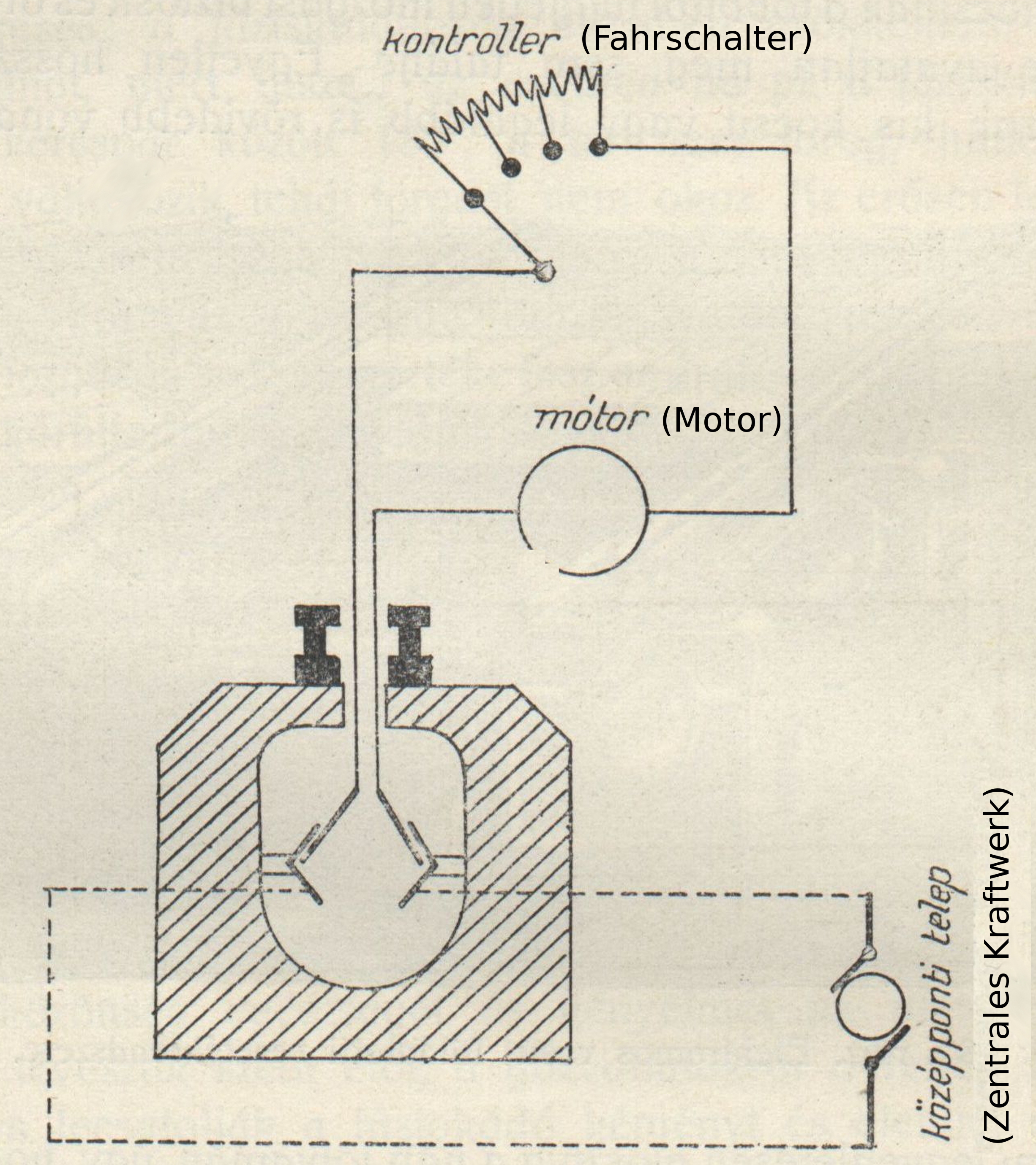
Schéma podzemního vedení (Zemplen, Maďarsko 1910)

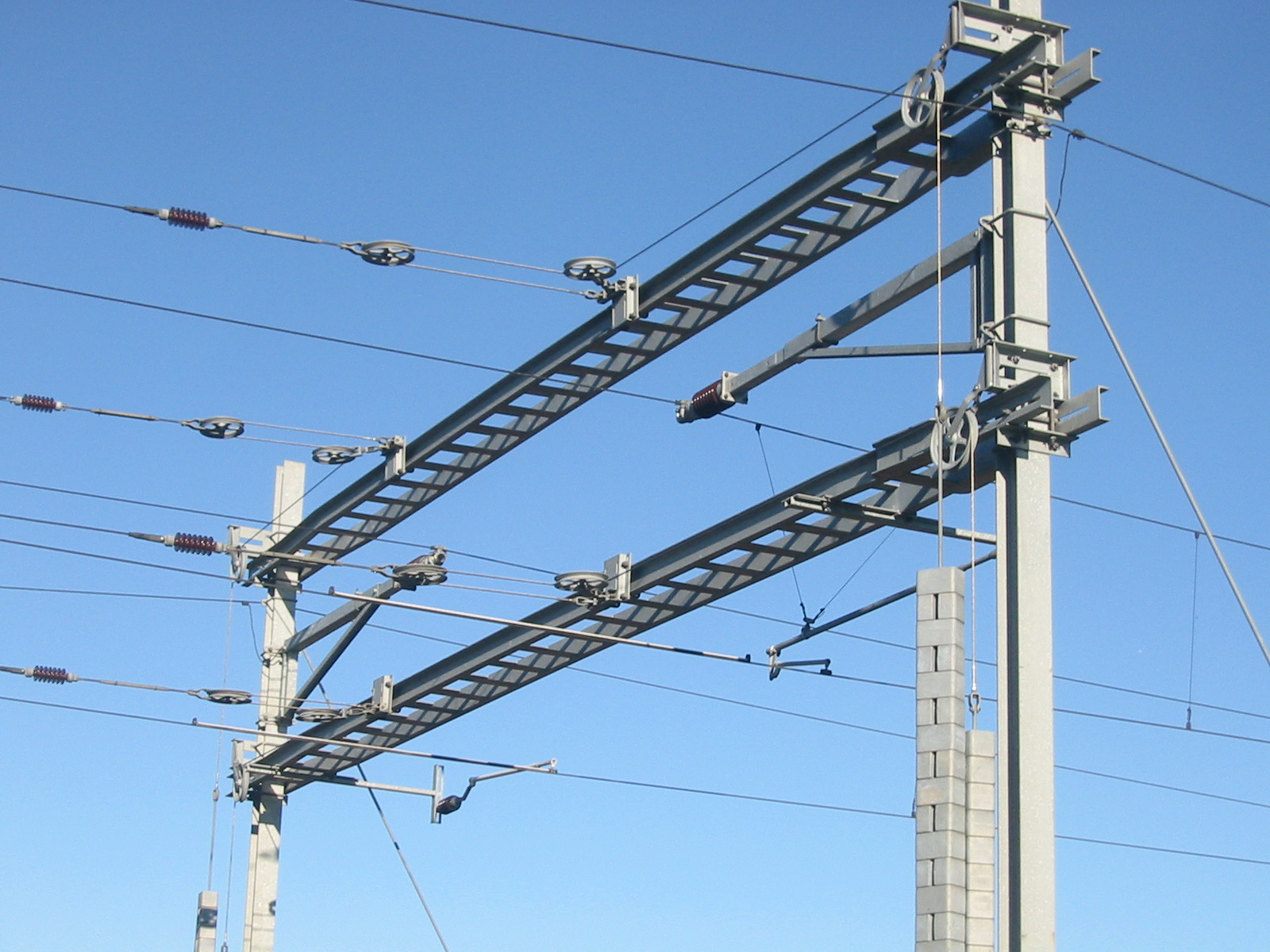
Vrchní vedení švýcarských drah s napínacím zařízením

Průřez troleje

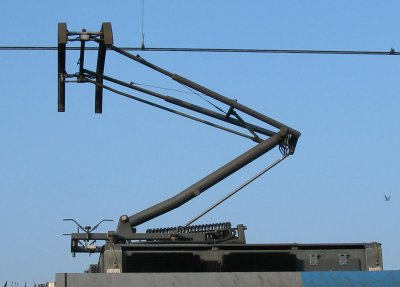
Moderní polopantograf

Nejdůležitější je závislá trakce, kde se proud přivání zvenčí stabilním vedením. Vedení může být nadzemní (trolej), pozemní (kolej) nebo podzemní.
Výhodou pozemních vedení (třetí nebo boční kolej) jsou menší náklady, hlavní nevýhodou je nebezpečí pro chodce. Tu se snažily obejít podzemní systémy s kanálkem mezi kolejemi. Po stranách kanálku, přístupného pouze úzkou štěrbinou, jsou dvě měděné sběrnice, a do kanálku zasahuje sběračová tyč vozidla se dvěma kluznými sběrači. Kanálek se však zanáší nebo plní vodou a systém je tak nespolehlivý. Proto se dnes pozemní vedení používají jen u podzemních a předměstských drah s vlastním tělesem, kam nikdo nemá přístup. Určité problémy vznikají na výhybkách a kříženích, kde se vůz chvíli pohybuje setrvačností a sběrače musí překonávat mezery.
Nejdůležitější jsou proto systémy s vrchním vedením, jednou nebo dvěma trolejemi v bezpečné výšce kolem 4 m nad zemí. Trolej je tvořena silným měděným drátem zvláštního "osmičkového" průřezu, zavěšeným na sloupech. Úseky troleje v max. délce asi 500-800 m se musí napínat závažím a kladkami. U tramvajových vedení jsou závěsy troleje častější, kdežto u železničních vedení je trolej zavěšena na podélném nosném lanu a sloupy jsou ve vzdálenosti 30-50 m.
Další problém závislé trakce jsou sběrače proudu. Původní rámové sběrače nahradily Spragueovy odpružené sběrací tyče s kladkou nebo smykovou botkou. Novější vývoj se ale vrací k odpruženým pantografům a polopantografům, které jsou spolehlivější a vyhovují i pro nejvyšší rychlosti.

## Napájecí soustavy
Do roku 1963 byla vozidla napájena stejnosměrně - tzv. Křižíkova napájecí soustava[zdroj?], později se začíná přecházet na střídavé napájení.
- stejnosměrné (Křižíkova soustava)

1. 250 V – podzemní dráhy
2. 600 V – tramvaje, trolejbusy (např. v Plzni nebo Opavě)
3. 750 V – pozdější trolejbusové vedení, metro (na 600 V i 750 V se používají stejné trolejbusové vozy[zdroj?])
4. 1500 V – v Nizozemí, část Francie
5. 3000 V – Itálie, Polsko, Belgie, severní část Česka, část zemí bývalého SSSR

- střídavé

1. 15 kV, 16,7 Hz (dříve 16⅔ Hz) – v Německu, Rakousku, Švýcarsku, Švédsku, Norsku
2. 25 kV, 50 Hz – novější; část Francie, Maďarsko, Indie, Pákistán, jižní část Česka, jižní část Slovenska, Bulharsko
3. 25 kV, 60 Hz – v Japonsku